# María Paloma Muñiz de Urquiza
María Paloma Muñiz de Urquiza (Gijón, 5 d'agost de 1962) és una política socialista asturiana, diputada al Parlament Europeu.

## Biografia
Filla del periodista xixonès Mauro Muñiz. És llicenciada (1986) i doctora cum laude (1993) en Ciències Polítiques i Sociologia per la Universitat Complutense de Madrid (1993), amb la tesi La cooperación para el desarrollo con América Latina en el marco de la política exterior de la España democrática
És diplomada en Comunitats Europees per l'Escola Diplomàtica, va ser professora ajudant de Dret Internacional Públic en la Universitat Carles III de Madrid entre 1989 i 1994. Des d'allí va passar a formar part de l'equip d'assessors de la Delegació Socialista Espanyola (1995) i del Grup Socialista al Parlament Europeu (2004), amb responsabilitat a les àrees d'afers exteriors i de cooperació.
De 1999 a 2000 va ser Secretària d'Organització de la Federació del PSOE Europa i candidata socialista a l'Ajuntament de Brussel·les, en representació dels Espanyols a Brussel·les (octubre de 2006). Fou escollida diputada a les eleccions al Parlament Europeu de 2009. És presidenta de la Delegació del Parlament Europeu en la Comissió Parlamentària Mixta UE-Xile i membre de la Conferència de Presidents de Delegació i de la Comissió d'Afers Exteriors.
L'octubre de 2010 es va veure embolicada en una polèmica quan va qüestionar la possible entrega del Premi Sàkharov per la Llibertat de Consciència al dissident cubà Guillermo Fariñas, qui havia protagonitzat una vaga de fam.